# Serhiy Taruta

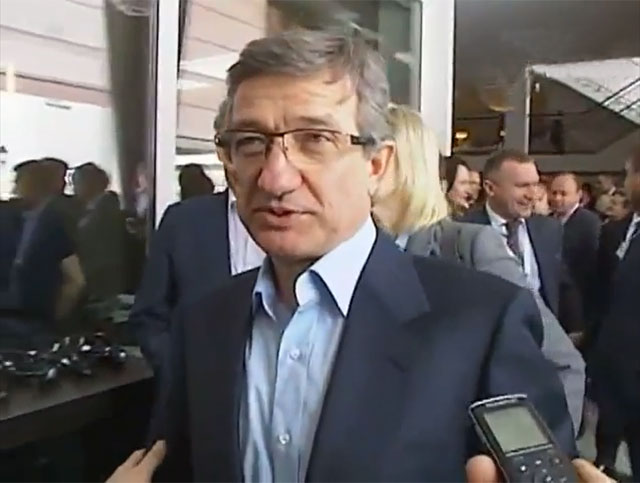
Serhiy Taruta

Serhiy (auch Sergei oder Sergej) Oleksijowytsch Taruta (ukrainisch Сергій Олексійович Тарута; sinh ngày 23 tháng 7 1955 tại làng Wynohradne, Rajon Nowoasowsk ở Donetsk (tỉnh)) là một doanh nhân người Ukraina. Taruta là một trong những người giàu nhất nước Ukraina.
Từ tháng 3 năm 2014, Taruta được bổ nhiệm làm tỉnh trưởng Donetsk (tỉnh).

## Tiểu sử

### Học vấn và sự nghiệp
Taruta tốt nghiệp ban đầu tại một viện luyện kim, sau đó trong thập niên 1990 ông học thêm môn kinh tế ở Donetsk. Vào năm 1995 ông thành lập hãng ngoại thương Asowimpex. Một trong những công ty chính của ông ta, mà sản xuất mỗi năm khoảng 10 triệu tấn thép, là tập đoàn Liên hiệp Kỹ nghệ Donbass (IUD), mà ông ta làm chủ tịch quản trị. Vào năm 2007,Taruta mua xưởng đóng tàu Danzig cũng như 2 xưởng chế tạo thép tại Ba Lan và Hungary.

### Chức vụ tỉnh trưởng Donetsk (tỉnh)
Sau vụ đảo chính ở Ukraina 2014, Taruta vào ngày 2 tháng 3 được tổng thống lâm thời Oleksandr Turchynov phong làm tỉnh trưởng Donetsk (tỉnh).

#### Nhận xét
Đa số người dân Donetsk (tỉnh), bất kể ngôn ngữ chính là tiếng ukraina hay tiếng Nga đều không muốn tỉnh mình nhập vào nước Nga.

## Cá nhân
Taruta cũng là chủ tịch hội đá banh Metalurh Donezk, có vợ và 2 người con.